# RCF Hauts de France
RCF Hauts de France (auparavant RCF Radio T.O ou RCF T.O puis RCF Nord de France) est une station de radio chrétienne de proximité, généraliste et grand public, dont le siège est à Lille depuis sa création en 2005, avec l'obtention de sa première fréquence à Douai. Elle est affiliée au réseau Radio chrétienne francophone (RCF) depuis cette date. En 2018, elle ouvre une première fréquence DAB+ à Lille.
RCF Hauts de France diffuse le programme national RCF et organise un décrochage local quotidien de plus de quatre heures. Elle propose de l'information, de la culture, de la musique, du sport, des rencontres, autant sur des thèmes religieux tels que la vie des communautés, la foi et la spiritualité, que sur d'autres thèmes tels que la vie de famille, l'histoire ou les traditions locales.

## Historique
Fondée en 2000, l'association « Témoins sur les Ondes » (T.O) obtient sa première fréquence à Douai en décembre 2005. Basée à Lille, la radio rejoint alors le réseau Radio chrétienne francophone (RCF) et diffuse le programme national du réseau ainsi qu'un programme à forte identité régionale,. Dès son origine, RCF T.O reçoit le soutien des évêques des diocèses de Lille, Arras et Cambrai, devenant ainsi la première radio inter diocésaine au sein du réseau RCF.
En juin 2008, la radio obtient une seconde fréquence, à Lille, lui permettant de couvrir la Métropole lilloise. En septembre 2013, RCF T.O devient RCF Nord de France. Le 7 janvier 2015, la radio montre une nouvelle identité, avec un nouveau logo, un nouveau jingle et une nouvelle grille de programmes.
Le 19 juin 2018[réf. souhaitée], RCF Nord de France ouvre son premier émetteur numérique DAB+ sur la tour hertzienne de Villeneuve-d'Ascq afin de couvrir la métropole Lilloise.
En septembre 2019, la radio change son nom, RCF Nord de France s'intitulant dorénavant RCF Hauts de France.
Le 27 septembre 2019, la radio ouvre un deuxième émetteur DAB+ sur le site de Bouvigny-Boyeffles pour couvrir les secteurs de Lens, Béthune, Arras et Douai.
Le 6 décembre 2022, la radio ouvre trois émetteurs DAB+ sur les villes d' Amiens, Abbeville (Tour hertzienne du mont caubert) et Saint-Quentin,.
Au mois de juillet 2023, la radio nordiste ouvre 4 nouveaux émetteurs DAB+, à Calais, Dunkerque, Boulogne-sur-Mer et Valenciennes, devenant ainsi la première radio de dimension régionale du réseau RCF, en couvrant un bassin de population de 4 millions d'habitants.

## Identité de la station

### Présentation générale
RCF Hauts de France est une radio chrétienne de proximité, généraliste et grand public, affiliée au réseau Radio chrétienne francophone (RCF).

### Siège
Les locaux de RCF Hauts de France sont basés au 39 rue de la Monnaie, à Lille.

### Slogans
En 2016, le slogan de RCF est « La joie se partage ».

## Direction
En septembre 2017, Arnaud Dernoncourt, professionnel du monde de la musique, manager du groupe « Les Guetteurs » et responsable de la communication du label de musique chrétienne Rejoyce Musique, devient le directeur de RCF Nord de France.

## Équipes et programmation

### Généralités
À la rentrée 2016, cinq nouveaux chroniqueurs arrivent avec de nouvelles émissions, alors que la journaliste Mathilde Hauvy part pour une autre région, remplacée par Élise Le Mer, en provenance de RCF Anjou. Elle présente d'une part l'information régionale le matin, d'autre part le magazine Vitamine C qui fait le point, deux fois par semaine, sur l'actualité des diocèses de Lille, Arras et Cambrai. Quatre autres journalistes viennent compléter l'équipe : Olivier Malcurat, David Mainfroid, Anne Henry et Madeleine Vatel.
En 2017, depuis le studio de Lille, les émissions régionales sont réalisées par une centaine de bénévoles et huit salariées, constituant, au-delà du programme RCF national, environ 4 heures trente de programme local quotidien. RCF Hauts de France propose un panel d'émissions aux thèmes variés : information, culture, communautés, foi et spiritualité, musique, vie de famille, sport, traditions locales, rencontres, etc.
En particulier, en 2019, la radio propose chaque semaine plusieurs magazines d'information, de reportage et de réflexion sur l'actualité des Hauts-de-France et le quotidien de ses habitants.
En février 2022, Michel Picard, rejoint l'équipe en tant que rédacteur en chef.

### Quelques émissions significatives
À partir de la rentrée 2016, on[style à revoir] pouvait entendre, sur l'antenne de RCF Nord de France, les émissions suivantes :
- La Baraque à Livres, 25 min hebdomadaire: Bernard Leconte et Michel Bouvier aperçoivent ceux qui font l'actualité littéraire nationale et régionale[14].

En 2021, la radio lance une nouvelle émission intitulée Tous frères: chaque semaine, la rédaction entraîne donc ses auditeurs à la rencontre de ceux qui prennent soin des plus fragiles et des plus vulnérables des Hauts-de-France.
En 2023, RCF Hauts de France lance une série de podcasts intitulée Les grandes figures du Nord, consacrées aux personnalités qui ont marqué le Nord de la France. Le premier épisode Philibert Vrau, le discret bâtisseur de Dieu, est paru le 4 décembre

### ÉmissionLe téléphone du dimanche
En 2019, l'émission hebdomadaire Le téléphone du dimanche permet aux familles de détenus de s'adresser en direct à leurs proches emprisonnés dans les centres de détention de Sequedin, Annœullin, Douai et Vendin-le-Vieil,.

## Diffusion et Audience
Jusqu'en 2018, les programmes sont diffusés dans le Douaisis et la Métropole lilloise en modulation de fréquence, couvrant ainsi un bassin de population de 916 000 habitants. Depuis le 19 juin 2018, RCF Nord de France diffuse aussi ses programmes en DAB+. D'abord sur la métropole Lilloise, puis sur Arras, Amiens, Abbeville et Saint Quentin.
En 2022, la radio établi un record d'audience, avec 164 000 auditeurs au global, 82 900 auditeurs semaine et 22 800 auditeurs réguliers.
En 2023, RCF Hauts de France ouvre quatre nouveaux émetteurs DAB+ à Calais, Boulogne-sur-Mer, Dunkerque et Valenciennes. Cette même année la radio établi un nouveau record d'audience avec 181 300 auditeurs au global, 83 500 auditeurs semaine et 25 000 auditeurs réguliers.